# Çavuşlar, Gülnar
Çavuşlar là một xã thuộc huyện Gülnar, tỉnh Mersin, Thổ Nhĩ Kỳ. Dân số thời điểm năm 2011 là 346 người.